# NGC 7622

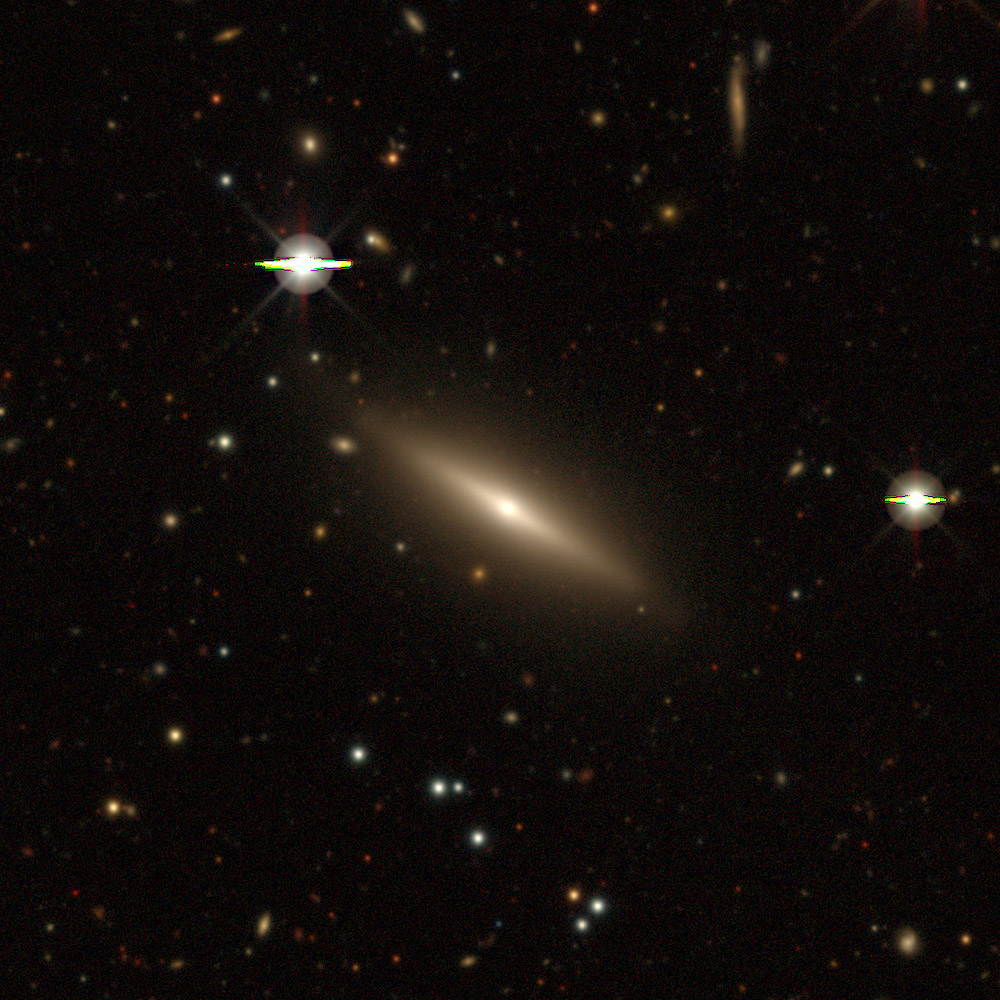
NGC 7622 par le projet « Legacy Surveys DR10 ».

NGC 7622 est une très vaste galaxie lenticulaire située dans la constellation du Toucan. Sa vitesse par rapport au fond diffus cosmologique est de 7 779 ± 27 km/s, ce qui correspond à une distance de Hubble de 114,7 ± 8,1 Mpc (∼374 millions d'al). NGC 7622 a été découverte par l'astronome britannique John Herschel en 1834.